# Noureddine Aba
Noureddine Aba (Aïn Oulmene, 16 de febrero de 1921-París, 19 de septiembre de 1996) fue un poeta y dramaturgo argelino francés. Su trabajo se centró principalmente en temas políticos, tales como la revolución Argelina, el conflicto Árabe–Israelí y la Alemania Nazi. En 1990,  estableció la Fundación Noureddine Aba, que continúa presentando el premio anual Noureddine Aba para escritores argelinos.

## Biografía
Aba nació en 1921 en la ciudad argelina de Sétif. En su obra autobiográfica Le chant perdu au pays retrouve (La perdida canción de un país redescubierto, 1978), describió su infancia como un período infeliz,  escribiendo: «yo tenía envidia de los niños en algunas partes del mundo, quienes pasaban la infancia con la frivolidad de las mariposas». Después de completar su educación secundaria en Sétif, pasó un año estudiando derecho en la Universidad de Argel. En la década de 1940, comenzó a escribir algo de poesía, incluyendo su  colección de 1941  L'Aube de l'amour (El Amanecer del Amor). En 1943, fue reclutado por el ejército argelino, donde sirvió durante dos años, hasta el final de la Segunda Guerra Mundial.

## Carrera
Después de la guerra, se convirtió en un periodista y reportero en los Juicios de Núremberg. Cuando la revista Présence Africaine fue creada en 1947, él fue uno de sus escritores. En este punto, estaba viviendo en Francia, donde pasó gran parte de su vida adulta.
Sus experiencias durante la guerra, en particular, su indignación por la masacre de Sétif en mayo de 1945, también lo inspiraron a comprometerse a escribir más poesía. Su trabajo se centró principalmente en temas relacionados con la política y el impacto de la violencia en los seres humanos, abarcando temas como la revolución Argelina, el conflicto Árabe–Israelí y la Alemania Nazi. Los temas de su trabajo llevaron el erudito Jean Déjeux a compararlo con Mohammed Dib. Sus más conocidas colecciones incluyen Gazelle au petit matin (Gacela Temprano en la Mañana, 1978) y Gazelle après minuit (Gacela después de la Medianoche, 1979), que toman la forma de una serie de poemas de amor inspirados por la muerte de una joven pareja en el punto de la guerra de independencia.
Aba también escribió numerosas obras, que a menudo son farsas con temas políticos, las cuales se han presentado en teatros franceses y en Radio Francia Internacional; rara vez se presentan en Argelia, a menos que estén en árabe.

## Premios y distinciones
La obra de Aba obtuvo mayor reconocimiento crítico en la década de 1970 y principios de 1980. En 1979 fue honrado con el Prix de l'Afrique méditerranéenne por su poesía, y en 1985 fue galardonado con el «Premio Charles Oulmont» de la Fundación de Francia, por su contribución a la literatura. Sus obra de 1981 Tell el Zaatar... ganó el Premio de Palestina, Mahmoud Hamchari.

## Otros trabajos
Aba, ofreció conferencias en varias universidades, incluyendo un período de enseñanza de literatura argelina en la Universidad de Illinois en Urbana–Champaign También fue parte de la Haut Conseil de la francofonía, habiendo sido nombrado para este por François Mitterrand.
También estuvo activo en la política. Regresó brevemente a Argelia en la década de 1970 y trabajó en el Ministerio de Información y Cultura, antes de desilusionarse de la política argelina y regresar a Francia. A lo largo de su vida, fue especialmente simpático con el nacionalismo palestino. Antes de su muerte, solicitó al gobierno francés persuadirlos para ayudar a poner fin a la  guerra civil argelina.

## Muerte y legado
Aba murió en 1996 en París, a los 74 años. La Fundación Noureddine Aba, establecida por el autor en 1990, continúa presentando el Premio Anual Noureddine Aba a  escritores de Argelia con obras en francés o árabe. Los ganadores anteriores han incluido a Tahar Djaout y Redha Malek.